# Cámara de Comercio de Florencia para el Caquetá
La Cámara de Comercio de Florencia para el Caquetá es una persona jurídica de derecho privado, de carácter corporativo, gremial y sin ánimo de lucro, integrada por los comerciantes matriculados en el respectivo registro mercantil, cuya sede principal está localizada en la ciudad de Florencia, con circunscripción en todos los municipios del departamento colombiano de Caquetá.

## Historia
El primer gremio que representó los intereses del comercio en la región fue la Asociación de Comerciantes e Industriales del Caquetá —ACICA—, creada en 1971. Producto de esta organización, el Decreto 1520 del 28 de agosto de 1972 oficializó la constitución de la Cámara de Comercio de Florencia, con el objetivo de potenciar el sector empresarial y contribuir con el Gobierno en la regulación de las actividades mercantiles. El primer Presidente de la entidad fue el comerciante Genaro Díaz, quien fue nombrado por espacio de un mes, para luego ser sucedido por Norman Yepes Cardona. El comerciante Gustavo Ossa Suárez fue designado como el primer Secretario Ejecutivo.
El 3 de diciembre de 1972, la entidad inició labores en un local ubicado en el barrio El Porvenir. Casi un año después, en septiembre de 1973, se trasladó a un local del edificio del Banco Popular, en el que funcionó por quince años, antes de trasladarse a su propia sede en 1988, un edificio ubicado en el barrio Siete de Agosto de la ciudad de Florencia. En enero de 2007 abrió sus oficinas en el municipio de San Vicente del Caguán.

## Órganos de dirección
La Cámara de Comercio de Florencia para el Caquetá está dirigida por:
- Una Junta Directiva, quien se encarga de señalar las políticas generales de la entidad, formulando sus objetivos y metas, así como las respectivas estrategias para lograrlos.
- La Presidencia Ejecutiva, que se encarga de representarla legalmente y de dirigir, supervisar, coordinar y evaluar la ejecución de los programas y proyectos aprobados por la Junta Directiva.